# 阿布哈茲—瓦努阿圖關係
阿布哈兹和瓦努阿图关系在瓦努阿图于2011年5月23日承认阿布哈兹独立时，阿布哈兹和瓦努阿图之间开始了当天签署了关于建立外交关系的联合声明。 然而，承认的确切性质是一个争议问题，直到2013年7月才正式化。
瓦努阿图是第五个联合国会员国承认阿布哈兹的独立国家地位，但也是第一个也不承认南奥塞梯独立的国家。

## 历史

### 初步建立的关系（2011年5月）
2011年5月23日，人民运动选举的总统，发起焦糖运动和约翰·弗鲁姆，派拉蒙酋长“我们再来一次吧”向阿布哈兹人民发表声明。  一周后，瓦努阿图政府就总统谢尔盖·巴加普什的逝世向阿布哈兹表示哀悼。 瓦努阿图向阿布哈兹政府保证，已故总统在建立两国政治和经济关系方面奠定的基础将继续繁荣。  同一天，在今日俄罗斯马克西姆格万加的采访中，阿布哈兹外交部长宣布瓦努阿图承认阿布哈兹的独立性的外交关系已经建立。 2011年5月23日，阿布哈兹总理谢尔盖·桑巴和瓦努阿图佐藤·基尔曼签署了外交协议，并建立了两国之间的免签证旅行制度。 根据格文嘉的说法，该文件已经通过空运交换，并在几个月的时间内秘密谈判。
尽管瓦努阿图常驻联合国代表6月3日首次否认唐纳德·卡尔·波卡斯， 6月7日，瓦努阿图政府证实了瓦努阿图对阿布哈兹的承认。 并发布了协议副本。

### 试图取消纳塔佩（2011年6月）的认可并随后再次确认
6月16日，瓦努阿图终审法院首席法官文森特·卢娜贝克的裁定，因为萨托·基尔曼通过无记名投票没有出现过的2010年12月当选为总理，这违反了瓦努阿图宪法第41条，爱德华·纳塔佩重新担任临时总理。6月17日，纳塔佩宣布他撤回瓦努阿图对阿布哈兹的承认，他将寻求与格鲁吉亚建立关系。  然而，一周后佐藤基尔曼再次当选总理， 瓦努阿图外交部长阿尔弗雷德·卡洛特在2011年7月1日的一份说明中告知阿布哈兹政府，瓦努阿图内阁“投票赞成支持阿布哈兹共和国建立外交和金融关系”。 该说明还重申，两国总理于5月23日签署的原始备忘录“尽管早先宣布，仍然有效”。 7月12日卡瓦洛再次证实了瓦努阿图对阿布哈兹的承认，表达了瓦努阿图“与阿布哈兹建立外交关系的愿望”，并于10月7日由瓦努阿图政府证实。

### 阿布哈兹与瓦努阿图之间的交流
特茉莉·摩立特是瓦努阿图承认阿布哈兹独立的最强支持者之一，被任命为瓦努阿图驻阿布哈兹大使和包括俄罗斯在内的其他国家。
2011年7月12日，阿布哈兹驻亚太地区大使法学古尔比斯表示，阿布哈兹和瓦努阿图计划签署一项关于文化，贸易和银行部门合作的框架协议。 据他介绍，瓦努阿图政府两次确认与阿布哈兹建立外交关系，并打算为发展两国之间的友好关系作出贡献。
2011年7月30日，阿布哈兹外交部长在瓦努阿图举行独立日庆祝活动时发来贺信，读到“我特别想指出我们两国关系中出现的积极趋势。我希望 我们的关系将继续发展壮大，并以同样有益的方式发展。“
2011年9月28日，来自瓦努阿图的阿布哈兹大使特茉莉祝贺新任阿布哈兹总统亚历山大·安克瓦布就职典礼。
据报道，2012年1月阿布哈兹计划向瓦努阿图出口葡萄酒。

### 在承认阿布哈兹和南奥塞梯独立下与格鲁吉亚建立外交关系（2013年）
2013年3月18日，瓦努阿图外交事务总干事约翰尼·科纳波说，阿布哈兹从未建立过外交关系。 他说：“对政府打算做什么感到困惑，这只是一封信，说明可能有意与阿布哈兹建立关系。但此时此刻，没有采取任何行动，也没有决定”。 阿布哈兹外交部发表声明，声称他们“没有收到任何关于两国间外交关系的正式通知”，并且“承认阿布哈兹共和国是不可逆转的”。
2013年5月20日，格鲁吉亚声称瓦努阿图新任总理莫纳·卡卡西斯·卡西尔证实瓦努阿图撤回了对阿布哈兹的承认。 然而，第二天阿布哈兹的外交部副部长伊拉克利·金特巴回应称，没有取消阿布哈兹与瓦努阿图之间外交关系的决定，而卡洛西尔的言论只是他个人的观点，而这不是官方政府决定的结果。
2013年7月12日，格鲁吉亚与瓦努阿图签署了建立外交和领事关系的协议。 该协议在联合国总部签署，并表示：“瓦努阿图共和国承认格鲁吉亚在其国际公认的边界内，包括其地区 - 阿布哈兹自治共和国和茨欣瓦利地区、南奥塞梯地区的领土完整。”  格鲁吉亚总统米哈伊尔·萨卡什维利感谢瓦努阿图政府撤回其承认， 阿布哈兹外交部长维切斯夫·奇里克巴坚称瓦努阿图没有正式撤回对阿布哈兹的承认，
2015年3月30日，在瓦努阿图外交部长佐藤基尔曼访问莫斯科，讨论飓风帕姆之后的援助期间，他会见了他的阿布哈兹对手维切斯夫·奇里克巴。 两位官员表达了加强双边关系的愿望，该国外交部长表示哀悼，并向阿布哈兹提供救灾援助。 3月31日，俄新社向基尔曼询问瓦努阿图是否仍然承认。 他回应说，瓦努阿图2011年对阿布哈兹的承认“没有任何改变”，但卡尔卡塞斯政府决定与格鲁吉亚而不是阿布哈兹建立外交关系。 他认为与阿布哈兹和格鲁吉亚的外交关系不相容，并希望与阿布哈兹的外交关系很快就会正式化。 2015年6月，基尔曼被外交部长解雇，部分原因是这次会议，首相乔·纳图曼再次澄清了政府的立场，即“阿布哈兹是格鲁吉亚的一部分”。 然而，接下来的一周，基尔曼取代了纳图曼担任首相。

## 国际协议
- 关于建立外交关系的联合声明[1][2]
- 免签证旅行制度协议[9]
- 关于文化，贸易和银行部门合作的协定（准备中）[25]

## 大使
- 瓦努阿图驻阿布哈兹大使：瓦努阿图对俄罗斯和东方国家的巡回大使 -特茉莉，[26][46][47]
- 阿布哈兹驻瓦努阿图大使：亚太地区阿布哈兹大使 -  法学家古尔比斯。[48] 兼辖斐济。